# Peperomia subdichotoma
Peperomia subdichotoma är en pepparväxtart som beskrevs av William Trelease. Peperomia subdichotoma ingår i släktet peperomior, och familjen pepparväxter. Inga underarter finns listade i Catalogue of Life.